# Ironsword: Wizards & Warriors II
Ironsword: Wizards & Warriors II (também conhecido como Wizards and Warriors II: Ironsword) é um jogo de plataforma de ação desenvolvido pela Zippo Games e publicado pela Acclaim Entertainment para o Nintendo Entertainment System. Foi lançado na América do Norte em dezembro de 1989 e na Europa em 27 de março de 1991. É a sequência do título de 1987 da Rare, Wizards & Warriors. Em Ironsword, o jogador controla o guerreiro cavaleiro Kuros enquanto ele se aventura na terra de Sindarin. Ele deve derrotar o mago maligno Malkil, que assumiu as formas elementais de Terra, Vento, Fogo e Água. Kuros deve coletar as partes e montar a lendária "IronSword" para derrotar Malkil, que reside no topo da Montanha IceFire.
O jogo foi bem recebido, vendendo 500.000 cópias na América do Norte e 50.000 cópias na Europa. Recebeu elogios por seu tamanho, gráficos e som, personagens e chefes detalhados e jogabilidade, com críticas por sua falta de originalidade. A Rare respondeu positivamente ao jogo, o que levou a Zippo Games a ser contratada para desenvolver jogos para a Rare, como Solar Jetman: Hunt for the Golden Warpship e Wizards & Warriors III: Kuros: Visions of Power, eventualmente sendo incorporados à empresa como Rare Manchester.

## Jogabilidade
Ironsword: Wizards & Warriors II é um jogo de plataforma no qual o jogador controla o renomado guerreiro Kuros enquanto ele explora a terra de Sindarin para derrotar o mago maligno Malkil. Desta vez, Malkil assumiu a forma dos quatro "Elementais", com base nos elementos gregos clássicos - Terra, Vento, Fogo e Água - para deter Kuros em sua busca. O objetivo é montar a lendária "Espada de Ferro" - a única arma que pode derrotar Malkil - e derrotar o mago maligno que está no pico da Montanha IceFire. No jogo, os jogadores podem mover Kuros para a esquerda ou direita, ou fazê-lo agachar com o controle; os botões permitem que Kuros pule, use sua espada ou um feitiço mágico para derrotar inimigos, acesse a "Tela de Feitiços Mágicos" ou pause o jogo. Kuros tem um medidor de vida que diminui toda vez que ele sofre dano de um inimigo ou um projétil perigoso, ou se ele cai por uma distância muito longa. Ao longo do caminho, os jogadores podem coletar frango e cerveja para repor o medidor de vida de Kuros. Kuros perde uma vida quando seu medidor de vida acaba, e o jogo termina quando ele perde todas as suas vidas. No entanto, os jogadores podem continuar e reiniciar o jogo de onde pararam até duas vezes. O recurso de continuar normalmente seria desabilitado após o jogador ter completado o domínio da terra, mas devido a um bug no jogo, o jogador realmente perde a função de continuar imediatamente após simplesmente colocar os pés no domínio.

Kuros luta contra o primeiro chefe do jogo, o Wind Elemental. Ao desenvolver os chefes do jogo, Ste Pickford tentou preencher o máximo da tela e usar o mínimo possível de sprites em movimento.

Ironsword: Wizards & Warriors II consiste em quatro níveis chamados "domínios", cada um nomeado em homenagem aos quatro elementais. Em cada domínio, Kuros deve encontrar um artefato dourado que pertence ao "Rei Animal" do domínio e devolvê-lo a ele. Ao fazer isso, o caminho para a segunda parte do domínio aparecerá. Na segunda parte, Kuros deve encontrar a magia necessária para derrotar o chefe - o Elemental do domínio. Sem a magia, é impossível causar dano ao chefe, ou mesmo permanecer na sala com ele. Uma vez que o elemental em cada estágio tenha sido destruído, Kuros obtém um pedaço da IronSword, que é necessária para a batalha final na Montanha Icefire. Ao longo do jogo, os jogadores devem coletar itens, magias e dinheiro para progredir. O dinheiro ajuda a comprar magias, armas mais poderosas, escudos, capacetes, chaves para abrir baús de tesouro trancados e comida adicional. Baús de tesouro – localizados ao longo do jogo – podem conter um dos seguintes itens: dinheiro adicional, magias ou atualizações de armas e armaduras. Em cada domínio, os jogadores podem visitar estalagens onde podem comprar comida, chaves ou itens; eles também podem participar de um jogo de "chance de bônus" onde podem apostar seu dinheiro para ver em qual copo uma caveira quicando cairá.
No jogo, magias mágicas ajudam contra inimigos e chefes Elementais; algumas são compradas, enquanto outras devem ser encontradas. Magias mágicas incluem "The Familiar Spell", que transforma inimigos em dinheiro e ajuda a recuperar objetos dourados, a "Dragon Tooth Spell", que transforma inimigos em comida, a "Veil of Slumber Spell", que desacelera inimigos, a "Silver Fleece Spell", que torna Kuros temporariamente invencível, e a "Water Spout Spell", que cria uma coluna ascendente de água que permite que Kuros alcance lugares altos. Cada magia tem um número limitado de usos antes de desaparecer do inventário do jogador. Outras magias mágicas são necessárias para derrotar os chefes Elementais. Essas magias são encontradas em cada um dos quatro domínios e incluem "Windbane", "Blightwater", "Firesmite" e "Earthscorch". Essas magias podem ser usadas apenas nos níveis correspondentes em que são obtidas, e cada uma consome magia ao ser usada. Os jogadores podem obter magia adicional coletando pequenas bolhas douradas flutuantes que aparecem aleatoriamente ou são desencadeadas pela proximidade do jogador a locais secretos.
Os jogadores também podem aumentar sua pontuação derrotando inimigos ou coletando itens. Escondidas ao longo do caminho estão as "Relíquias de Sindarin", que valem muitos pontos quando coletadas; elas consistem em um livro, cruz, manopla e anel. No final do jogo, os jogadores com uma pontuação alta o suficiente podem colocar seus nomes no "Hall da Fama da Espada de Ferro". No entanto, a lista é reiniciada quando o console é desligado. O jogo também inclui um recurso de senha no qual os jogadores podem obter uma senha na "Tela de Feitiços Mágicos" para usar para continuar o jogo mais tarde, mesmo depois que o console for desligado.

## Desenvolvimento
Ironsword: Wizards & Warriors II foi desenvolvido pela empresa de jogos de computador sediada no Reino Unido Zippo Games, liderada por Ste e John Pickford; este foi o primeiro jogo que a Zippo desenvolveu para a empresa de videogames sediada no Reino Unido Rare. Na época, a Zippo Games tinha acabado de concluir um jogo anterior intitulado Cosmic Pirate - um jogo que foi publicado pela Palace Software e lançado para o Commodore 64, Atari ST e Amiga em 1988. Novos nas capacidades técnicas do Nintendo Entertainment System, os irmãos Pickford visitaram a Rare e ficaram satisfeitos com sua biblioteca NES, embora pensassem que estavam voltando atrás ao decidir desenvolver jogos para o console. De acordo com Ste Pickford: "O NES parecia primitivo em comparação, abaixo do Commodore 64. Mas os jogos eram dez vezes melhores do que tudo que estava sendo lançado para computadores domésticos, o que nós apreciamos, e queríamos tentar fazer jogos tão bons quanto isso." A Rare decidiu contratar a Zippo Games para desenvolver esta sequência de Wizards & Warriors;  Pickford comentou: "A Rare nos mostrou Wizards & Warriors e nos pediu para desenvolver a sequência, e praticamente nos deixou com isso." A Rare sentiu que a Zippo Games era confiável o suficiente para desenvolver a sequência sem muita ajuda deles.
O desenvolvimento começou no início de 1989, quando os irmãos Pickford ainda estavam aprendendo sobre o NES e o que ele podia fazer. Ao mesmo tempo, como eram novos no desenvolvimento de videogames para console, eles também estavam aprendendo sobre os aspectos de mercado e as políticas e restrições da Nintendo sobre jogos. Sentindo que os gráficos na maioria dos jogos da biblioteca do NES eram ruins, eles deram ênfase aos gráficos e à animação. Pickford ficou particularmente satisfeito com a animação das águias inimigas e seus movimentos. A Rare ajudou com o som, e toda a música de fundo do jogo foi composta pelo compositor de videogame David Wise, que Pickford disse que "fez um trabalho fantástico em IronSword". No que diz respeito à jogabilidade, eles tentaram expandir seu antecessor, introduzindo uma jogabilidade mais baseada em aventura e elementos adicionais de RPG, como magia, pousadas e dinheiro.

### Graficos e animações
Ste Pickford desenvolveu o mapa de gameplay para Ironsword. Segundo ele, ele basicamente copiou o mapa que foi usado em uma conversão de Ghosts 'n Goblins que ele desenvolveu alguns anos antes. Além disso, os irmãos Pickford estavam tentando se assemelhar a Ghosts 'n Goblins e jogos similares da Capcom como parte de sua tentativa de ganhar os direitos de desenvolver o jogo da Rare. Para a tela do mapa, Ste Pickford usou dados específicos de personagens na própria ROM, usou a fonte de outro lugar nos dados que foram inseridos separadamente e sobrepôs as cabeças flutuantes dos Elementais sobre o gráfico. De acordo com Pickford: "O trabalho gráfico sempre foi cerca de 30% de desenho e cerca de 70% de coisas técnicas complicadas (que era o motivo pelo qual tantos artistas terríveis — pessoas que não sabiam desenhar — eram artistas de videogame decentes naquela época, se conseguissem administrar bem o lado técnico das coisas)."
No desenvolvimento dos gráficos do jogo, Ste Pickford traduziu esboços em preto e branco para os mapas de personagens do jogo. Para os chefes, o plano era usar a tela inteira enquanto envolvia o mínimo possível de sprites em movimento "para enganar o jogador e fazê-lo pensar que a coisa toda estava viva".[6] O mesmo foi feito com o "Rei Dragão", que não era um dos chefes do jogo; a cabeça e o pescoço do dragão eram compostos de sprites, enquanto o resto do corpo era considerado parte do fundo. O pescoço do dragão se estendia verticalmente devido às limitações de sprites do hardware do NES horizontalmente.
A animação da águia (o "Rei Águia") que transporta Kuros para o Elemental do Vento foi um dos primeiros gráficos de Ste Pickford que ele desenhou para o NES. Foi feito no Deluxe Paint para o Amiga com esboços feitos pelo mouse - sem assistência de tablets gráficos ou outros scanners. Ele pegou desenhos de águias de um livro sobre animais em movimento de Eadweard Muybridge. Pickford queria mostrar as possíveis capacidades gráficas do NES; ele disse: "Eu queria fazer algo 'chamativo' no início do jogo, tentando mostrar minhas incríveis habilidades de arte gráfica no NES bastante primitivo. Estávamos trabalhando em jogos Amiga e ST ao mesmo tempo, então estávamos sempre tentando empurrar o NES com gráficos maiores e melhores, desde o início do nosso trabalho na máquina." A águia consistia em apenas três cores e entre 11 e 17 sprites por quadro de animação. Havia uma versão menor da mesma águia, que era usada como um inimigo regular naquele nível.
O desenvolvimento da tela de título do jogo foi inspirado nas telas de carregamento que eram usadas na maioria dos jogos de computador da época; o objetivo era criar um gráfico bonito enquanto esperava o jogo carregar, embora o NES, mais enraizado nas tradições de arcade, não exigisse isso. Pickford passou a maior parte do espaço do personagem na imagem da tela de título; ele estava limitado no número de cores disponíveis devido às capacidades gráficas mais limitadas do NES (ao contrário da maioria dos computadores domésticos), pois foi mais projetado para rolagem e animação e não para gráficos estacionários. A espada na tela de título usava sprites de personagens e usava uma paleta diferente da imagem do próprio Kuros; a espada tinha que ser vertical, pois o hardware do NES não permitia muitos sprites horizontalmente. Pickford planejou usar, e completou, um logotipo do Ironsword próprio quando a Acclaim o fez usar seu logotipo planejado, que ele disse "era um pouco mais sem graça e em blocos, com detalhes que não funcionavam muito bem em uma resolução de pixel tão baixa".

### Lançamento

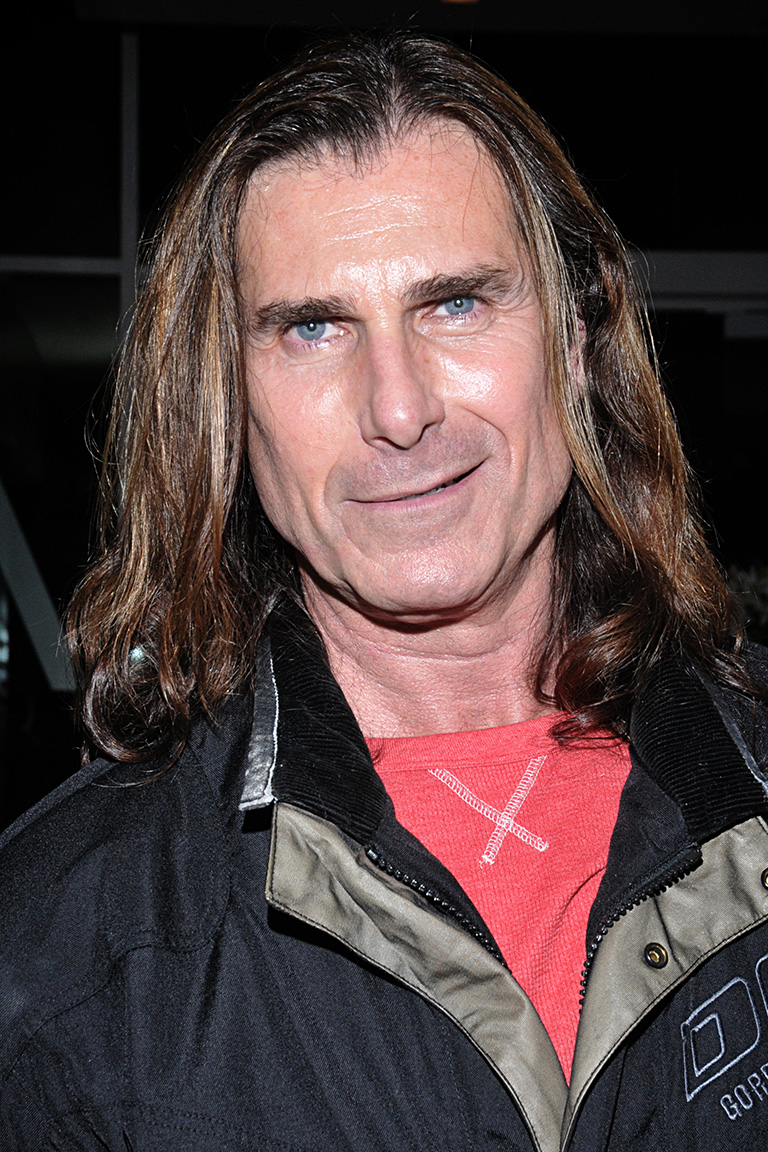
Fabio em 2014. Para a capa de Ironsword, ele posou sem camisa e sem armadura, o que Ste Pickford achou inadequado para um jogo sobre um cavaleiro.

Ironsword: Wizards & Warriors II foi revelado pela primeira vez na América do Norte como parte do inverno de 1989 na Consumer Electronics Show em Las Vegas, Nevada e foi exibido com outros jogos a serem lançados mais tarde naquele ano pela Acclaim. Foi mencionado como um jogo futuro na edição de estreia de maio de 1989 da revista de videogame Electronic Gaming Monthly. Também foi abordado na edição de estreia da GamePro no mesmo mês. Finalmente, foi apresentado pela Nintendo Power em sua edição de julho-agosto de 1989.
Para a capa do jogo, a Acclaim contratou o modelo masculino italiano Fabio Lanzoni para posar como Kuros; Fabio foi apresentado na capa com o peito nu e sem armadura. Quando a Zippo Games viu a imagem da capa uma semana antes do lançamento, eles ficaram perplexos. De acordo com Ste Pickford, "Nossos queixos caíram no chão quando vimos esta imagem pela primeira vez (que foi, sendo apenas os desenvolvedores, provavelmente cerca de uma semana antes do lançamento do jogo). Por que diabos eles escolheram uma fotografia de um bárbaro de peito nu para promover um jogo estrelado por um cavaleiro de armadura brilhante?". Pickford acrescentou que "Usamos isso como um exemplo da falta de imaginação dos americanos", ao mesmo tempo em que sugeriu que ter um traje ou armadura real seria muito caro para usar em uma sessão de fotos. Ironsword: Wizards & Warriors II foi lançado pela Acclaim para o NES na América do Norte em dezembro de 1989 e na Europa e Austrália em 1991. Ele conseguiu vender cerca de 500.000 cópias na América do Norte e cerca de 50.000 cópias na Europa. Após o lançamento do jogo, a Zippo Games prosseguiria com o desenvolvimento do próximo jogo para a Rare, Solar Jetman: Hunt for the Golden Warpship; eles eventualmente também lançariam a terceira parcela da série Wizards & Warriors, Wizards & Warriors III: Kuros: Visions of Power.
O anúncio de televisão consistia em um garoto que é mostrado jogando o primeiro jogo Wizards & Warriors quando um sósia de Conan, o Bárbaro, entra em seu quarto após derrotar um monstro e lhe entrega uma cópia de Ironsword. Depois de descrever o breve enredo e mostrar rapidamente clipes do jogo, o sósia de Conan sai de seu quarto enquanto exclama: "O destino do mundo está em suas mãos! Volte, besta vil!". No final do comercial, após jogar brevemente Ironsword, o garoto abre a porta de seu quarto, apenas para encontrar seu cachorro, que agora tem fumaça saindo de seu traseiro.

## Recepção
Ironsword: Wizards & Warriors II foi inicialmente revisado e recebeu avaliações positivas na edição de junho de 1989 da Electronic Gaming Monthly. Steve Harris disse que o jogo era muito grande e expansivo, observando que "é tão grande e tem tanto a oferecer, que a maioria da concorrência empalidece em comparação". Ed Semrad chamou o jogo de "uma sequência digna que felizmente é melhor do que o original", observando da mesma forma o tamanho do jogo, bem como a dificuldade. Donn Nauert apreciou os bons gráficos do jogo que complementam o tema da aventura, mas ele observou que alguns dos movimentos precisos que são necessários em várias áreas podem causar alguma frustração na jogabilidade. Jim Allee elogiou todos os aspectos do jogo, dizendo "se você gostou de Wizards & Warriors, você vai adorar Ironsword". Todos os quatro revisores elogiaram a jogabilidade e os gráficos envolventes do jogo.
O jogo também seria destaque na edição de setembro de 1989 da revista, na qual foi nomeado o "Jogo do Mês" da revista; também apresentou a arte da caixa do jogo, com Fabio, na capa. Os críticos, a U.S. National Video Game Team, notaram que o jogo era superior ao seu antecessor, bem como a outros jogos lançados na época, notando que era particularmente melhor do que Castlevania II: Simon's Quest. Eles elogiaram seus gráficos bem detalhados e bem pensados, a inclusão de grandes chefes e personagens secundários bem desenhados, o som que "tem um tom assustador que define o clima para todo o jogo" e recursos adicionais que se expandiram sobre o antecessor do jogo. Eles concluíram que Ironsword foi "um dos jogos mais bem-vindos do Nintendo Entertainment System em muito tempo". O jogo também foi um dos jogos em destaque na edição de novembro-dezembro de 1989 da Nintendo Power, onde recebeu seis páginas de cobertura e apresentou um pôster do jogo. A revista Game Players concedeu ao Ironsword o "Game Player's NES Excellence Award" como um dos melhores jogos para o console em 1990.
O jogo também foi destaque na revista britânica Mean Machines em maio de 1991. Matt Regan disse que não ficou impressionado com o jogo, dizendo que jogos de plataforma semelhantes, como DuckTales e Gremlins 2: The New Batch, eram superiores ao Ironsword e tinham uma abordagem mais original na jogabilidade. Ele também criticou o fato de que os jogadores não podem atingir os inimigos enquanto estão no ar. No entanto, ele observou a boa jogabilidade do jogo. Julian Rignall também disse que o jogo era divertido, mas não era espetacular. No entanto, assim como Regan observou, Rignall disse que o jogo não oferecia nada de especial como títulos melhores, como Mega Man 2 ou Super Mario Bros. 2. No entanto, ele observou os bons gráficos e o desafio do jogo, embora ambos tenham notado que os fundos "são um pouco sem graça". Ambos os críticos disseram que o jogo foi bem apresentado com boas introduções e um modo de senha, controles fáceis, desafio justo e "músicas e efeitos razoavelmente bons que se encaixam bem na ação".  No geral, eles disseram que Ironsword era "um jogo divertido, mas limitado, que atrairá fãs de plataformas".
Ironsword: Wizards & Warriors II foi listado em #64 na lista da IGN dos "100 melhores jogos de NES". O revisor Sam Claiborn disse que o jogo era mais expansivo do que seu antecessor e que apresentava muitos dos bons gráficos, jogabilidade e uso do inglês médio. Ele também observou que "a semelhança de seios nus de Fabio ardendo na arte da capa de IronSword que fez deste jogo um sucesso estrondoso entre crianças e mães". O site GamesRadar elogiou a música do jogo, especialmente o tema do título; Brett Elston disse que ele deu um tom sério ao jogo, dizendo que "suas batidas pesadas e monótonas se misturam a uma melodia de fantasia que o faz soar como um canto fúnebre no Condado".
A capa do jogo, que apresenta Fabio, recebeu cobertura significativa de muitos sites de jogos. A IGN listou Ironsword como tendo uma das capas mais notáveis da história dos videogames, listando sua capa como a 2ª melhor de todos os tempos, atrás Ninja Golf. Por outro lado, 1UP.com listou Ironsword como tendo uma das piores capas de todos os tempos, comparando-a com a capa de Mega Man. A GameSpy listou-a como a quarta pior capa de videogame da história, dizendo que "graças à presença de Fabio na capa, os jogadores ficaram confusos e pensaram que tinham acidentalmente pegado um dos romances de sua mãe". Em uma retrospectiva do NES para o 25º aniversário do console, a Nintendo Power escreveu que "a qualidade do jogo será para sempre ofuscada pela escolha de Fabio pela Acclaim como modelo de capa".